# 木村仁紀
木村 仁紀（きむら まさき、1992年（平成4年）9月17日 - ）は、京都府京都市出身のボートレーサー。
登録第4743号。身長165cm。血液型O型。111期。滋賀支部所属。京都府立東稜高等学校卒業。同期に、安河内将、竹井貴史、大豆生田蒼らがいる。また、同支部に所属の馬場貴也は高校の先輩かつ師匠である。

## 来歴
- 2012年11月3日からボートレースびわこで開催された 一般戦「新・近江戦国絵巻シリーズ第五戦」初日でデビュー（6号艇、5着）。
- 2013年1月18日からボートレース常滑で開催された 一般戦「第14回JLC杯争奪戦」で水神祭を飾る（5号艇6コース、決まり手はまくり）。
- 2014年6月26日からボートレース若松で開催された 一般戦「ルーキーシリーズ第2戦」6日目（最終日）第12Rで初優出（6号艇、6コース、6着）。
- 2017年7月15日からボートレースびわこで開催された 一般戦「男女W優勝戦」最終日で初優出で初優勝（1号艇、1コース、決まり手は逃げ）[1]。
- 2019年9月18日からボートレース三国で開催された G1「第6回ヤングダービー」でG1初出場。2日目第4Rイン逃げを決めG1初勝利を飾る。5日目準優勝戦に進出。（6着）

## 人物・エピソード
- 学生時代は野球部に所属。中学時代にはシニアリーグ関西大会で優勝経験もある[2]。
- やまと学校時代はリーグ勝率7.18と同期の中ではナンバー1だったが、事故率が0.72で失権したため優勝戦には参加できなかった[3]。
- 関西地区ルーキー世代の選手が開会式などで言う「グラッチェ」の発案人。
- 2018年3月26日、同期で愛知支部所属の横田悠衣との結婚を自身のSNSで発表した[4]。

## 戦績
- 出走回数：1842回
- 1着回数：294回
- 優出回数：18回
- フライング(F)回数：5回
- 出遅れ(L)回数：0回
- 通算勝率：5.08
- 2連対率：31.05
- 3連対率：47.83
- 生涯獲得賞金：123,559,325円